# Hymenophyllum sodiroi
Hymenophyllum sodiroi är en hinnbräkenväxtart som beskrevs av Carl Frederik Albert Christensen. Hymenophyllum sodiroi ingår i släktet Hymenophyllum och familjen Hymenophyllaceae. Inga underarter finns listade.